# São Miguel da Boa Vista
São Miguel da Boa Vista es un municipio brasileño del estado de Santa Catarina. Tiene una población estimada al 2022 de 1 781 habitantes.

## Historia
La colonización de la localidad comenzó en 1954, por migrantes gauchos de ascendencia alemana e italiana atraídos por la abundante madera. Esta localidad fue llamada Linha Sargento, por su cercanía al río Sargento. Adoptó el nombre actual en 1968 por el patrón de la ciudad, San Miguel.
Se emancipó de Maravilha el 9 de enero de 1992.